# Campeonato de Europa de patinaje de velocidad en línea 2012
El Campeonato de Europa de patinaje de velocidad en línea de 2012 tuvo lugar del 23 de junio al 8 de junio, disputándose en la localidad húngara de Szeged. Fue la primera ocasión en la que Hungría organizó el campeonato continental.
Los participantes más exitosos con tres medallas de oro cada uno fueron Francesca Lollobrigida y Erika Zanetti en mujeres y Fabio Francolini en hombres.

## Mujeres
| Distancia                   | Oro                                                                  | Plata                                               | Bronce                                                             |
| Pista                       | Pista                                                                | Pista                                               | Pista                                                              |
| --------------------------- | -------------------------------------------------------------------- | --------------------------------------------------- | ------------------------------------------------------------------ |
| 300 m Sprint Individual     | Erika Zanetti                                                        | Laethisia Schimek                                   | Jana Gegner                                                        |
| 500 m Sprint                | Erika Zanetti                                                        | Clémence Halbout                                    | Francesca Lollobrigida                                             |
| 1.000 m Sprint              | Manon Kamminga                                                       | Francesca Lollobrigida                              | Erika Zanetti                                                      |
| 10.000 m Puntos/Eliminación | Francesca Lollobrigida                                               | Nathalie Barbotin                                   | Roberta Casu                                                       |
| 10.000 m Eliminación        | Francesca Lollobrigida                                               | Manon Kamminga                                      | Justine Halbout                                                    |
| 3.000 m Relevos             | Italia · Federica di Natale · Francesca Lollobrigida · Erika Zanetti | Alemania · Sabine Berg · Jana Gegner · Mareike Thum | Países Bajos · Bianca Roosenboom · Manon Kamminga · Irene Schouten |

## Hombres
| Distancia                   | Oro                                                             | Plata                                                         | Bronce                                                   |
| Pista                       | Pista                                                           | Pista                                                         | Pista                                                    |
| --------------------------- | --------------------------------------------------------------- | ------------------------------------------------------------- | -------------------------------------------------------- |
| 300 m Sprint Individual     | Nicolas Pelloquin                                               | Andrea Angeletti                                              | Michel Mulder                                            |
| 500 m Sprint                | Bart Swings                                                     | Gwendal Le Pivert                                             | Michel Mulder                                            |
| 1.000 m Sprint              | Lorenzo Cassioli                                                | Fabio Francolini                                              | Mark Horsten                                             |
| 10.000 m Puntos/Eliminación | Fabio Francolini                                                | Ewen Fernandez                                                | Lorenzo Cassioli                                         |
| 15.000 m Eliminación        | Fabio Francolini                                                | Lorenzo Cassioli                                              | Bart Swings                                              |
| 3.000 m Relevos             | Italia · Andrea Angeletti · Lorenzo Cassioli · Fabio Francolini | Países Bajos · Crispijn Ariens · Mark Horsten · Michel Mulder | Bélgica · Tim Sibiet · Bart Swings · Jore van den Berghe |

## Medallero
| Platz | País         | Oro | Plata | Bronce | Total |
| ----- | ------------ | --- | ----- | ------ | ----- |
| 1.    | Italia       | 9   | 4     | 4      | 17    |
| 2.    | Francia      | 1   | 4     | 1      | 6     |
| 3.    | Países Bajos | 1   | 2     | 4      | 7     |
| 4.    | Bélgica      | 1   | 0     | 2      | 3     |
| 5.    | Alemania     | 0   | 2     | 1      | 3     |